# Parada de Puerta del Mar (TRAM Alicante)
Puerta del Mar es una parada del TRAM Metropolitano de Alicante que actúa de cabecera de la  línea 5. Está situada frente al barrio Casco Antiguo-Santa Cruz, junto a la playa del Postiguet y el Puerto de Alicante.

## Localización y características
Se encuentra ubicada en la intersección de la avenida Juan Bautista Lafora y la plaza Puerta del Mar, al lado del Muelle de Levante y la Explanada de España. También, está muy cerca del Ayuntamiento y del casco histórico de Alicante. Se puede acceder desde la plaza y avenida mencionadas, así como desde el paseo de Gómiz, paralelo a la playa.
Es la parada inicial de la línea 5 y está conectada con la siguiente parada por vía única. Dispone de dos andenes y dos vías.

## Líneas y conexiones
| << Cabecera    | < Estación | Línea | Estación > | Cabecera >>        |
| -------------- | ---------- | ----- | ---------- | ------------------ |
| Puerta del Mar | Terminal   |       | La Marina  | Plaza de La Coruña |

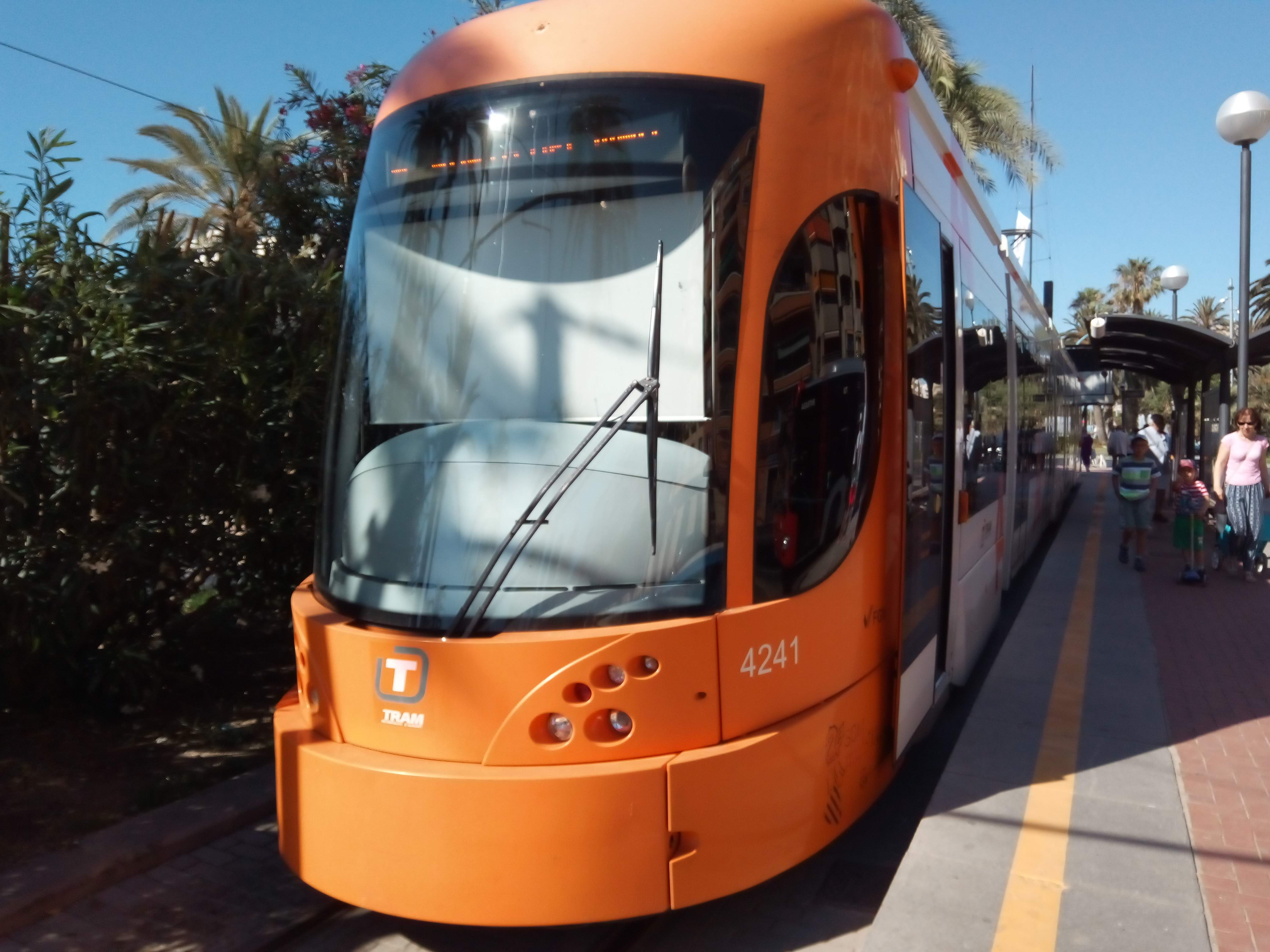
Tranvía Bombardier Flexity Outlook Cityrunner 4200 en Puerta del Mar.

Enlace con las líneas de bus urbano TAM (Masatusa): Línea 02 (La Florida-Sagrada Familia), Línea 22 (Av. Óscar Esplá-Cabo de la Huerta-Playa San Juan), Línea 22N (Plaza Puerta del Mar-Cabo de la Huerta-Playa San Juan Nocturno), Circular A (Plaza Puerta del Mar-Gran Vía) y Circular B (Plaza Puerta del Mar-Gran Vía).
Enlace con las líneas de bus interurbano TAM (Alcoyana): Línea C6 (Alicante-Aeropuerto), Línea 21 (Alicante-Playa San Juan-El Campello), Línea 21N (Plaza Puerta del Mar-Playa San Juan-El Campello Nocturno), Línea 23N (Plaza Puerta del Mar-Sant Joan-Mutxamel Nocturno) y Línea 24N (Plaza del Mar-Universidad de Alicante-San Vicente del Raspeig Nocturno).